# Carex forficula
Carex forficula är en halvgräsart som beskrevs av Adrien René Franchet och Paul Amédée Ludovic Savatier. Carex forficula ingår i släktet starrar, och familjen halvgräs. Inga underarter finns listade i Catalogue of Life.

## Bildgalleri

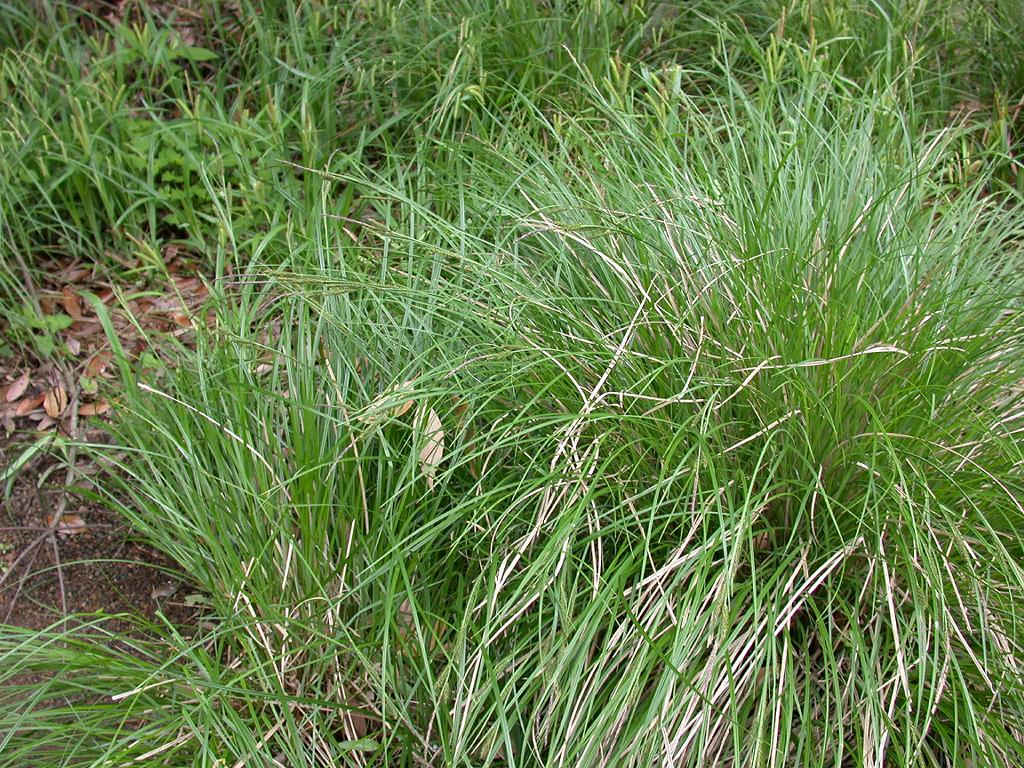
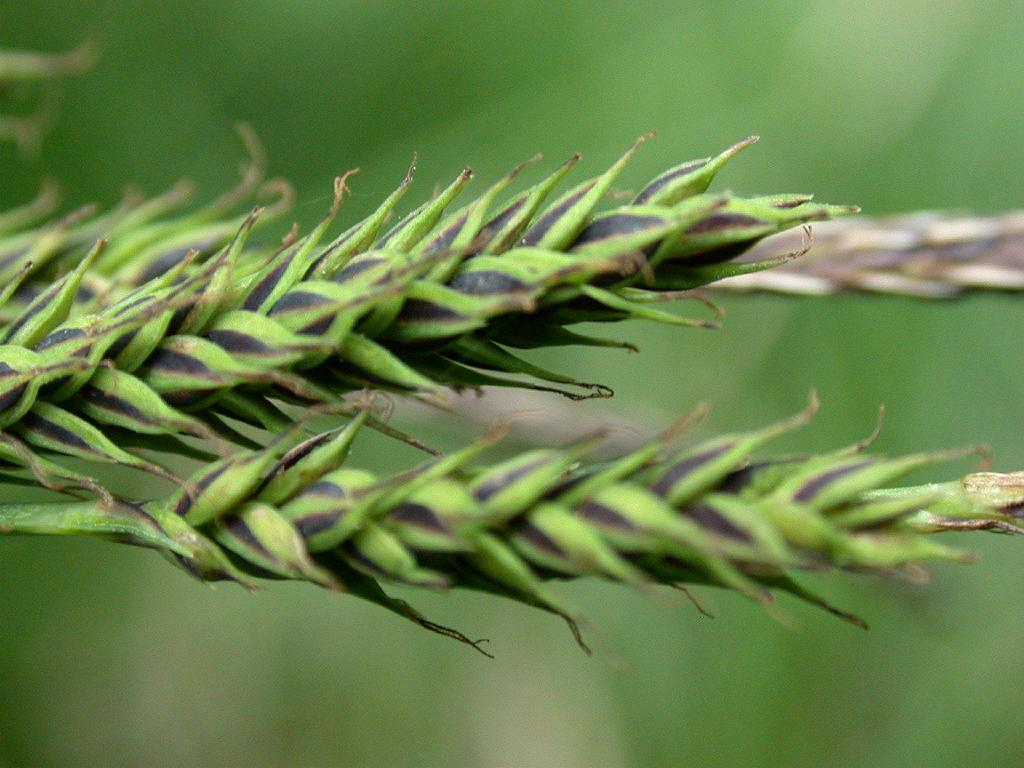